# East York

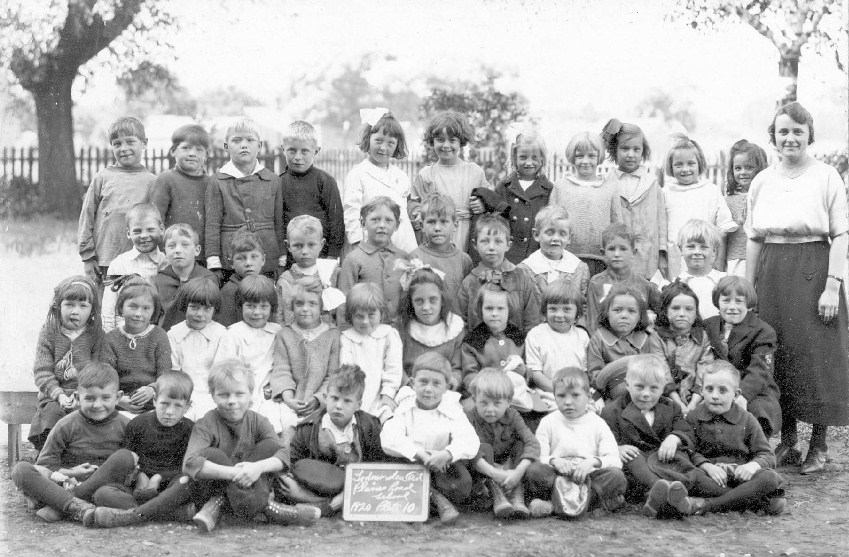
Skolklass i East York, cirka 1920

East York är en stadsdel i Toronto i Kanada. Det var tidigare en egen administrativ stad, men uppgick den 1 januari 1998 i Toronto.
Här finns bland annat Estonian House, som räknas som "Estlands inofficiella konsulat i Toronto". Här finns matsalar, och även en skola för personer med estländsk anknytning.

### Fotnoter
1. ↑  ”Arkiverade kopian”. Arkiverad från originalet den 27 oktober 2010. https://web.archive.org/web/20101027105942/http://estohouse.com/2009/contact. Läst 12 november 2010.
2. ↑  ”Arkiverade kopian”. Arkiverad från originalet den 15 januari 2022. https://web.archive.org/web/20220115054649/http://www.estohouse.com/. Läst 5 augusti 2013.